# Dolmen du Château
Le dolmen du Château est situé à Montendre, dans le département de la Charente-Maritime en France.

## Description
C'est un dolmen simple, constitué d'une table de couverture renversée vers l'arrière et reposant partiellement sur deux orthostates. Le dolmen a été découvert récemment dans le talus au pied des remparts du château. Les autres dalles visibles à proximité constituent probablement les vestiges d'autres dolmens.